# Сципионикс
Сципионикс (лат. Scipionyx) — род динозавров из семейства компсогнатид клады теропод. Обитал в раннем меловом периоде, около 113 миллионов лет назад, на территории современной Италии.

## Ископаемые остатки
Существует только один известный образец ископаемых остатков сципионикса, открытый в 1981 году палеонтологами-любителями и ставший известным науке в 1993 году. В 1998 году типовой вид получил название Scipionyx samniticus, родовое название означает «коготь Сципиона». Находка получила широкую огласку из-за уникальной сохранности больших площадей окаменелых мягких тканей и внутренних органов, таких как мышцы и кишечник. Ископаемые остатки сохранили множество их деталей, даже внутреннюю структуру некоторых мышечных и костных клеток. Также это был первый динозавр, найденный в Италии. В связи с важностью находки образец был подвергнут интенсивному изучению.

## Описание

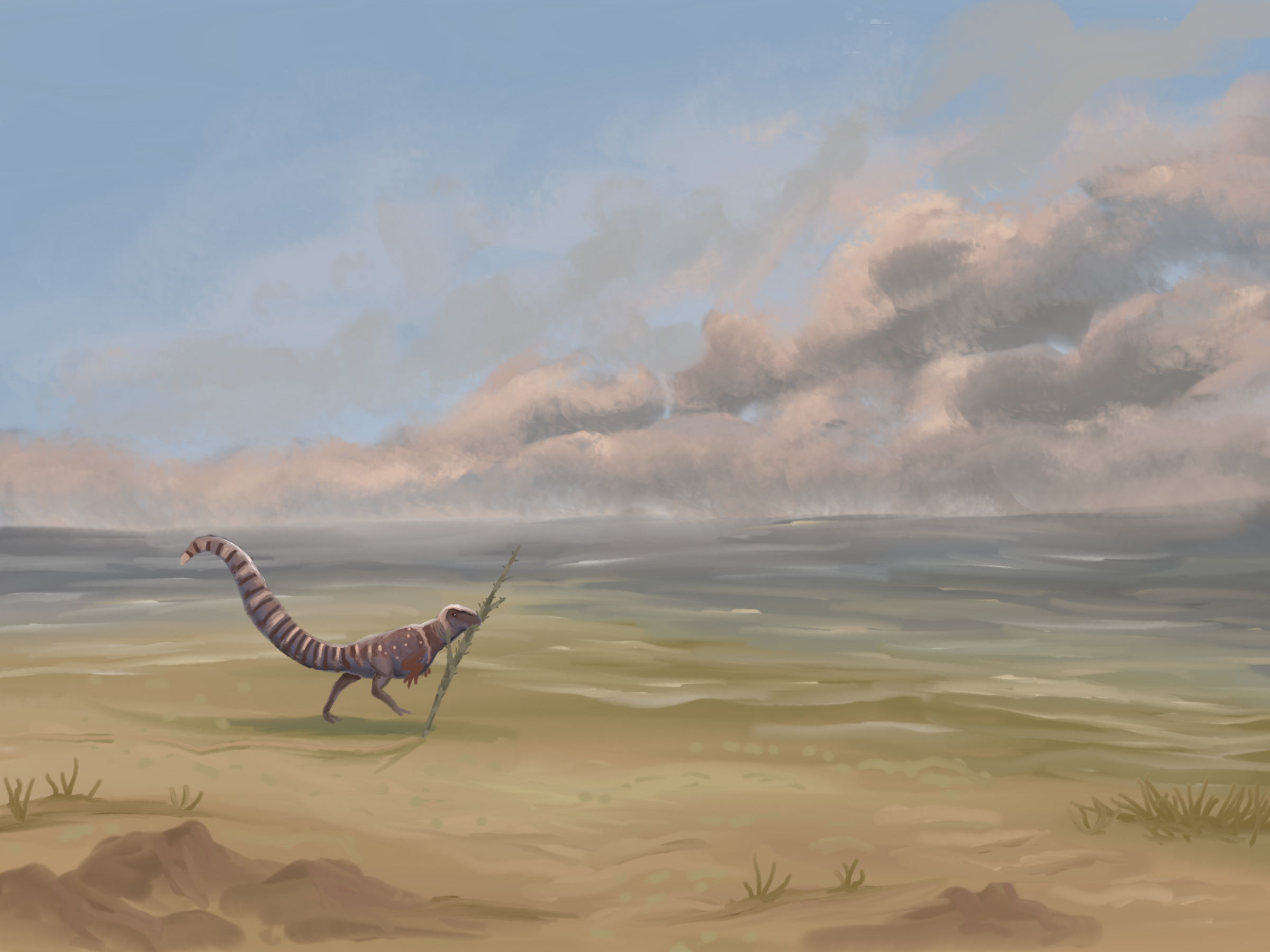
Реконструкция сципионикса, играющего с палкой на пляже

Считается, что ископаемые остатки принадлежали несовершеннолетней особи, имевшей только полметра (двадцать дюймов) в длину и, возможно, только три дня от роду. Размер взрослых особей, по оценкам, составлял около двух метров (6,5 футов). Сципионикс был двуногим хищником, его горизонтальный круп уравновешивался длинным хвостом. Его тело было, вероятно, покрыто примитивными перьями, но они не были найдены в ископаемых остатках, так как не сохранилось никаких следов кожи.
В кишках окаменелости сохранились некоторые полупереваренные образцы пищи, показывающие, что сципионикс питался ящерицами и рыбами. Возможно, эта пища была принесена молодому животному его родителями. Некоторые учёные пытались узнать с помощью изучения внутренних органов об особенностях дыхания сципионикса, но их выводы часто оспариваются.

## Внешние ссылки
- Сципионикс. Элементы.ру. Дата обращения: 27 июня 2018.